# RBU-6000
Beim RBU-6000 (russisch Реактивная бомбомётная установка, Reaktiwnaja bombomjotnaja ustanowka) handelt es sich um einen sowjetischen Wasserbombenwerfer. Das Waffensystem ähnelt entfernt dem britischen Hedgehog-Werfersystem aus dem Zweiten Weltkrieg.

## Beschreibung
Das Waffensystem wurde in den frühen 1960er-Jahren, wahrscheinlich 1961, eingeführt und findet Verwendung auf vielen russischen Kriegsschiffen. Es sind zwölf Werferrohre im Kaliber 213 mm hufeisenförmig angebracht. Gesteuert wird das System vom Feuerleitsystem Burja, das auch das System mit kürzerer Reichweite RBU-1000 steuern kann. Üblicherweise werden die Granaten in Salven von einem, zwei, vier, acht oder zwölf Projektilen verfeuert. Verschossen werden ungelenkte RGB-60-Wasserbomben. Das Nachladen verläuft automatisch mit dem Autoladesystem 60UP aus einem Munitionslager, das sich unter Deck befindet und bis zu 96 Projektile vorrätig hält. Zudem kann der RBU-6000 auch zum Küstenbombardement verwendet werden.
Das gesamte Waffensystem wird im Russischen auch als „Smertsch-2“ („Смерч-2“, deutsch: „Tornado-2“) bezeichnet.
Beim RPK-8-System handelt sich um eine modernisierte Variante des RBU-6000-Systems, das 90R-Raketen abfeuert, die im Wasser gesteuert werden können. Somit können bis zu 1000 Meter tief laufende Ziele vergleichsweise zielgenau bekämpft werden. Der 19,5 kg schwere Hohlladungsgefechtskopf kann die Außenhülle von U-Booten durchschlagen. Zudem kann das RPK-8-System gegen Torpedos eingesetzt werden. Die Reaktionszeit wird mit 15 Sekunden angegeben. Das System hat eine Trefferwahrscheinlichkeit von 80 %.

### Landeinsatz
Bilder ab Januar 2024 zeigten, dass im Kontext des russischen Überfalles auf die Ukraine RBU-6000-Systeme auch gegen Landziele eingesetzt werden. Hierbei wurden russischerseits Werfer dieses Typs auf MT-LB- und T-80-Panzerchassis oder auf Ural-4320-Lastkraftwagen montiert.

## Technische Daten

### Raketenwerfer
- Gewicht: 3100 kg (leer)
- Länge: 2,0 m
- Höhe: 2,25 m
- Breite: 1,75 m
- Höhenrichtbereich (in Grad): −15° bis +60°
- Seitenrichtbereich (in Grad): 180°

### RGB-60
- Gewicht: 110 kg
- Gefechtskopf: 25 kg
- Durchmesser: 0,212 m
- Länge: 1,83 m
- Reichweite: 350 m bis 5800 m
- Tiefe: 10 bis 500 m
- Sinkgeschwindigkeit: 11,5 m/s

### 90R
- Gewicht: 112,5 kg
- Gefechtskopf: 19,5 kg
- Durchmesser: 0,212 m
- Länge: 1,83 m
- Reichweite: 600 m bis 4300 m
- Wirkungsradius: 130 m
- Tauchtiefe:
  - U-Boote: 0 bis 1000 m
  - Torpedos: 4–10 m

## Schiffe

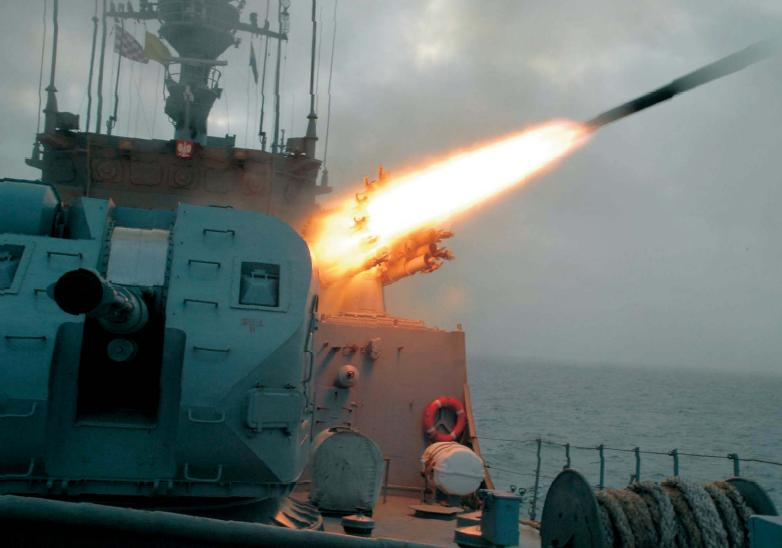
Abfeuern einer RBU-6000 von der polnischen Fregatte ORP Kaszub

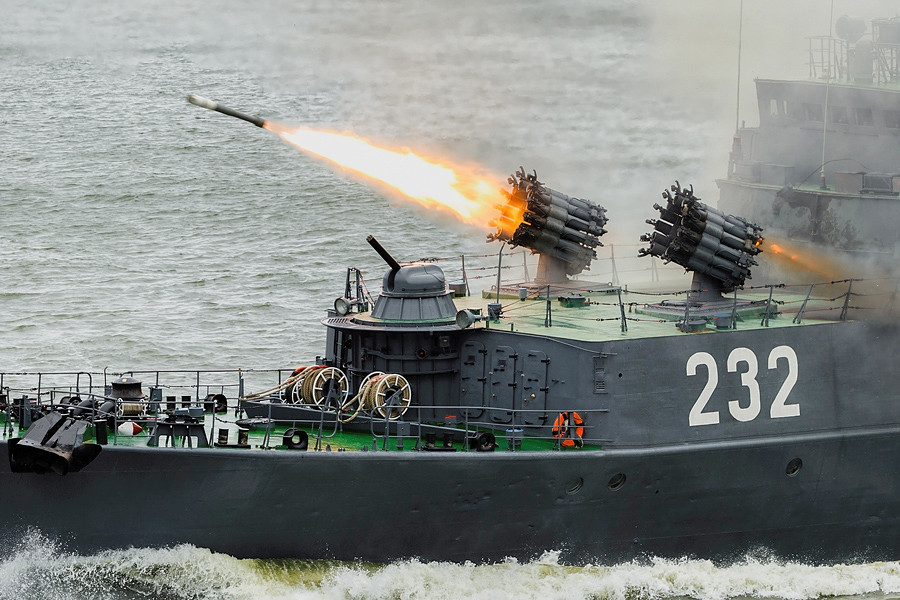
Abfeuern einer Wasserbombe von einem Schiff der russischen Marine. Im Bild die Kalmykija, Bord-Nr. 232 (Projekt-133.1M)

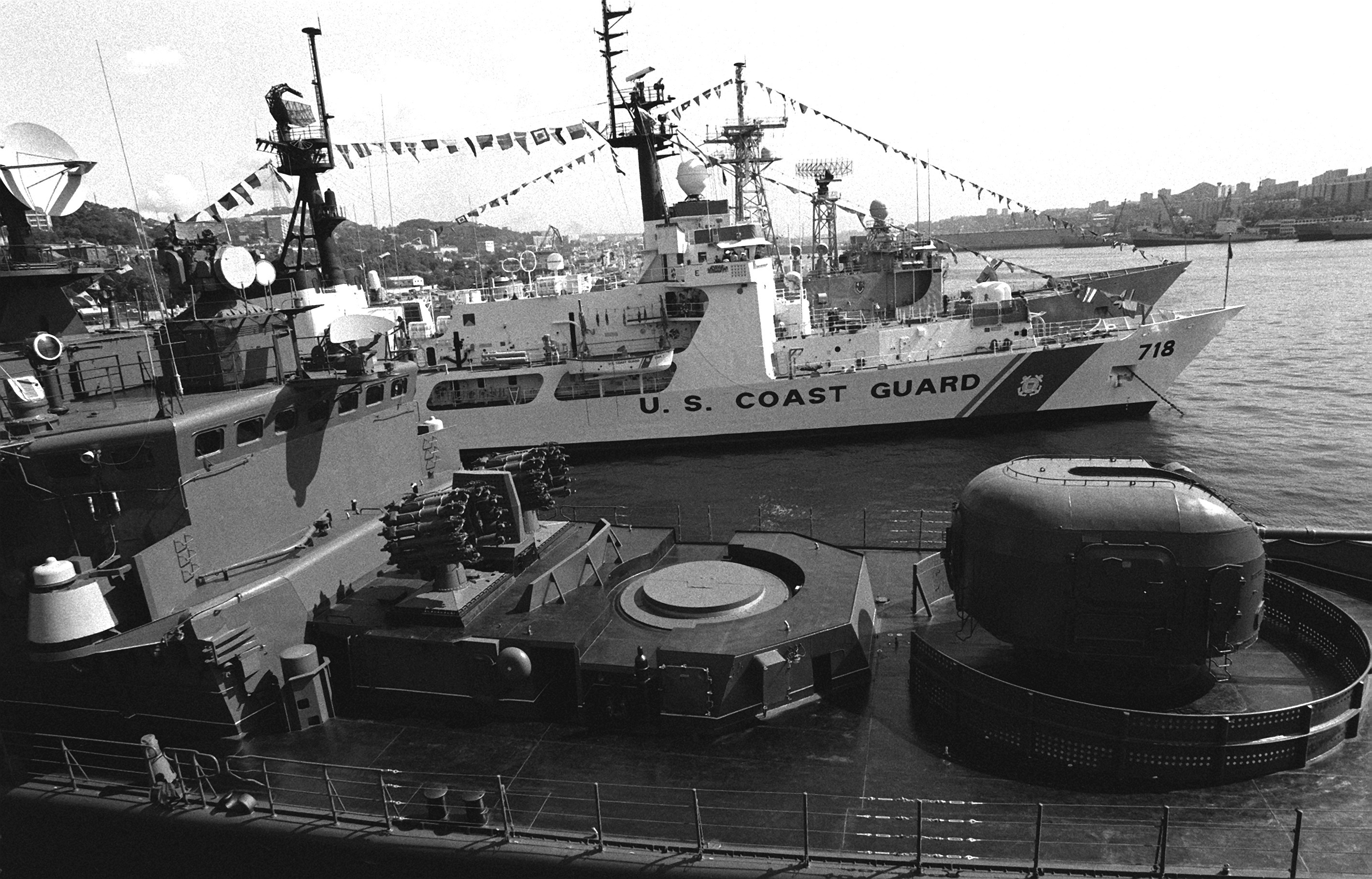
Zwei RBU-6000-Raketenwerfer auf der russischen Fregatte Orel der Kriwak-III-Klasse

Auswahl von Schiffsklassen, die mit RBU-6000-Werfersystem ausgestattet sind bzw. waren:
- Grischa-Klasse (Projekt 1124)
- Kara-Klasse (Projekt 1134B)
- Kaschin-Klasse (Projekt 61)
- ORP Kaszub (Projekt 620)
- Kresta-I-Klasse (Projekt 1134)
- Projekt 1134A
- Projekt 1159
- Kotlin-Klasse (Projekt 56K / 56A / 56AE)
- Kriwak-Klasse (Projekt 1135)
- Neustraschimy-Klasse (Projekt 1154)
- Poti-Klasse (Projekt 204)
- Projekt 133.1
- Schiwalik Klasse (Projekt 17)
- Udaloy-Klasse (Projekt 1155)
- Projekt 1144

## Andere sowjetische Wasserbombenwerfer
- RBU-1000
- RBU-1200
- RBU-2500
- RBU-12000